# Gnetum arboreum
Gnetum arboreum är en kärlväxtart som beskrevs av Foxw. Gnetum arboreum ingår i släktet Gnetum och familjen Gnetaceae. Inga underarter finns listade i Catalogue of Life.